# Трамонті
Трамонті (італ. Tramonti) — муніципалітет в Італії, у регіоні Кампанія,  провінція Салерно.
Трамонті розташоване на відстані близько 230 км на південний схід від Рима, 36 км на південний схід від Неаполя, 12 км на захід від Салерно.
Населення — 4142 особи (2014).
Щорічний фестиваль відбувається 13 червня. Покровитель — Sant'Antonio di Padova.

## Демографія
Населення за роками:

Станом на 1 січня 2023 року в муніципалітеті офіційно проживало 67 іноземців з 23 країн, серед них 25 громадян країн Євросоюзу та 17 громадян України.

## Сусідні муніципалітети
- Кава-де'-Тіррені
- Корбара
- Леттере
- Майорі
- Ночера-Інферіоре
- Ночера-Суперіоре
- Пагані
- Равелло
- Сант'Еджидіо-дель-Монте-Альбіно